# Flying Fox
M/Y Flying Fox är en megayacht tillverkad av Lürssen i Tyskland. Hon levererades 2019 till en okänd ägare, flera nyhetsmedier rapporterade om att ägaren skulle vara den amerikanske entreprenören och miljardären Jeff Bezos, hans företag Amazon förnekade dock uppgifterna. I maj 2022 rapporterade nyhetsmedia om att megayachten ägs av den ryske affärsmannen Dimitrij Kamensjtjik.
Megayachten  Flying Fox designades exteriört av Espen Øino medan Mark Berryman Design designade interiören. Megayachten är 136 meter lång och har en kapacitet på mellan 22 och 25 passagerare. Den har en besättning på 54 besättningsmän samt minst två helikoptrar.
Megayachten kostade omkring 400 miljoner amerikanska dollar att bygga.